# 柏枝文治
柏枝 文治（かしわえだ ぶんじ、本名：ディック・ブンジ・カシワエダ（Dick Bunji Kashiwaeda）、1925年（大正14年）5月20日 - 2012年12月23日）は、アメリカ合衆国ハワイ準州（Territory of Hawaii）出身のプロ野球選手（内野手）。日系人。

## 来歴・人物
ハワイ準州（Territory of Hawaii）のフェリントンハイスクールを卒業後、アマチュア野球チームのハワイ朝日でプレーした。
1951年の入団で高校の同級生に当たる与那嶺要、1952年入団の広田順・西田亨に続いて、1953年チーム4人目の日系ハワイ人選手として読売ジャイアンツ（巨人）に入団。5月12日の対広島カープ戦で代打満塁本塁打を放つと、8月下旬以降は宇野光雄から三塁手の定位置を奪い、89試合の出場ながら、打率.341、9本塁打、57打点の好成績を残す。またこの年は規定打席不足だが、長打率1位の西沢道夫（.545）を凌ぐ.555を記録した。1954年宇野が国鉄スワローズに移籍するが、三塁手としては手塚明治と併用されて定位置獲得に至らず、打率.243にとどまるなど前年度より成績を落とした。1955年になると、広岡達朗が遊撃手から三塁手にコンバートされてきたため、柏枝は打率.336と再び好成績を残すがやはり定位置獲得に至らなかった。なおこのシーズンに2試合だけ4番打者（巨人第23代目4番打者）で先発出場している。
1956年になると若い土屋正孝の台頭により、柏枝の出番は大きく減少して代打中心のわずか22試合の出場に留まり、この年を最後に巨人を退団してハワイへ帰国した。

## 選手としての特徴
チャンスに強い打撃が魅力であったが、守備ではフットワークに難点があり守備範囲が狭かった。

## 人物
非常に口数が多く、相手がいるわけでもないのに切れ目なしに英語でひたすらしゃっべっていた。与那嶺要や広田順らと一緒に試合に出ている時、二塁に出塁すると次の投球の球種を教えたり、牽制の打ち合わせをするなど、英語の大きな声で作戦を教え合っていた。相手チームの選手にも丸聞こえであったが、当時は英語がわかる者がいなかったために、下手なサインより確実であったという。

## 詳細情報

### 年度別打撃成績
| 年 度    | 球 団    | 試 合 | 打 席 | 打 数 | 得 点 | 安 打 | 二 塁 打 | 三 塁 打 | 本 塁 打 | 塁 打 | 打 点 | 盗 塁 | 盗 塁 死 | 犠 打 | 犠 飛 | 四 球 | 敬 遠 | 死 球 | 三 振 | 併 殺 打 | 打 率 | 出 塁 率 | 長 打 率 | O P S |
| -------- | -------- | ----- | ----- | ----- | ----- | ----- | -------- | -------- | -------- | ----- | ----- | ----- | -------- | ----- | ----- | ----- | ----- | ----- | ----- | -------- | ----- | -------- | -------- | ----- |
| 1953     | 巨人     | 89    | 242   | 220   | 42    | 75    | 16       | 2        | 9        | 122   | 57    | 6     | 3        | 2     | --    | 20    | --    | 0     | 20    | 6        | .341  | .396     | .555     | .950  |
| 1954     | 巨人     | 88    | 226   | 206   | 32    | 50    | 6        | 1        | 7        | 79    | 34    | 5     | 2        | 1     | 1     | 18    | --    | 0     | 23    | 5        | .243  | .302     | .383     | .686  |
| 1955     | 巨人     | 85    | 250   | 214   | 33    | 72    | 14       | 3        | 2        | 98    | 31    | 10    | 2        | 4     | 1     | 30    | 0     | 1     | 26    | 1        | .336  | .419     | .458     | .877  |
| 1956     | 巨人     | 22    | 32    | 22    | 0     | 2     | 1        | 1        | 0        | 5     | 3     | 0     | 0        | 2     | 0     | 8     | 0     | 0     | 7     | 1        | .091  | .333     | .227     | .561  |
| NPB：4年 | NPB：4年 | 284   | 750   | 662   | 107   | 199   | 37       | 7        | 18       | 304   | 125   | 21    | 7        | 9     | *2    | 76    | *0    | 1     | 76    | 13       | .301  | .372     | .459     | .832  |

- 「-」は記録なし
- 通算成績の「*数字」は不明年度があることを示す

### 背番号
- 23 （1953年 - 1956年）